# Ulf Carlsson
Pour les articles homonymes, voir Carlsson.
Ulf "Tickan" Carlsson, né le 2 avril 1961 à Falkenberg, Suède, est un joueur de tennis de table suédois. Il a remporté les championnats du monde en double en 1985 avec Mikael Appelgren et a remporté un total de trois médailles aux championnats d'Europe. 
Il a fait ses débuts à l'âge de 15 ans en première division au sein du club de Falkenbergs BTK. En 1980, il a remporté le Swedish Open Championships. Carlsson a participé à six championnats du monde et cinq championnats d'Europe.